# Air Corsica
La Compagnie Aérienne Corse Méditerranée SAEM (cors: Cumpagnia Aerea Corsa Mediterrania), comercialitzant com a Air Corsica (abans CCM Airlines ), és la companyia de bandera de la regió insular francesa de Còrsega, amb la seva seu central als terrenys de l'aeroport Napoléon Bonaparte d'Ajaccio a Ajaccio, Còrsega. Opera serveis de passatgers des de Còrsega fins a França continental. La seva base principal és l'aeroport Napoleó Bonaparte d'Ajaccio, amb hubs a l'aeroport de Figari–Sud Corse, l'aeroport de Bastia–Poretta i l'aeroport de Calvi–Sainte-Catherine.

## Història
Air Corsica opera certs vols com a franquícia per a Air France i ITA Airways. Air Corsica externalitza el seu sistema de servei de passatgers, que gestiona les reserves, l'inventari i els preus a Amadeus mitjançant el sistema Altéa.

## Acords de codi compartit
Air Corsica té acords de codi compartit amb les següents companyies aèries:
- Air France
- Air France Hop
- ITA Airways[4]